# Зрењанин
Зрењанин (мађ. Nagybecskerek) је градско насеље и седиште истоимене територијалне јединице у Србији. Административни је центар Средњобанатског управног округа и четврти град по броју становника у Војводини. Према попису из 2022. било је 67.129 становника.
Значајан је индустријски и културни центар. Налази се на обали реке Бегеј и центар града, као место некадашње Бечкеречке тврђаве у близини су четири вештачка језера која су пре била делови тока Бегеја. Раније је град био седиште Торонталске жупаније. Језици који су у службеној употреби у Зрењанину су српски, мађарски, словачки и румунски.

## Назив
Првобитно име је било Бечкерек, све док 1769. год. није добио статус трговишта и тиме и име Велики Бечкерек. Данас се међу многим српским мештанима задржао колоквијални назив Бечкерек, а буквални преводи имена Велики Бечкерек су и званични називи града на мађарском, румунском и немачком језику.
Године 1935. је град преименован у Петровград, како се звао свега до 1946. године, кад је добио назив Зрењанин по народном хероју Жарку Зрењанину Учи.

## Историја
Сматра се да је на месту градског центра у раном средњем веку био аварско-словенски ринг. Град се први пут спомиње 1326. године као село Бечкерек подигнуто на три острва реке Бегеј. Место је било у поседу мађарске властелинске породице Бече. Касније је подигнута и Бечкеречка тврђава. Почетком 15. века, угарски краљ Жигмунд Луксембуршки даровао је Бечкерек српском деспоту Стефану Лазаревићу.
Током прве половине 16. века бечкеречки крај је био изложен све чешћим нападима османских снага, које су 1551. године освојиле и сам град. Према турској управној подели, Бечкеречка нахија се налазила у саставу Чанадског санџака, који је припадао Темишварском пашалуку. За време српског устанка који је на тим просторима избио 1593. године, устаничка војска је у пролеће 1594. године освојила и Бечкерек, али град је већ у лето исте године поново пао у турске руке.
Поновни српски устанак избио је на том подручју за време Бечког рата (1683-1699), када је 1686. године под заповедништвом капетана Новка Петровића дошло до одметања банатских Срба од турске и пристајања уз хабзбуршку власт. Иако је већи део бечкеречког подручја ослобођен, по слову Карловачког мира (1699) целокупна територија источно од Тисе морала је бити враћена под османску власт. Коначно ослобођење Бечкерека догодило се тек 1716. године, након чега је град укључен у састав хабзбуршког Тамишког Баната.
Након новог миграционог таласа у 18. веку, место су настањивали Срби, Немци, Румуни, Италијани, Французи, чак и Каталонци („Нова Барселона”). Велики Бечкерек постао је трговиште 1769. године. Године 1744. помињу се становници града и околине који су посланици на Црквено-народном сабору. Били су то Петар Ботосанић и Милић Попов бечкеречки оберкнезови. Стеван Рајковић, бургер Великог Бечкерека, је 1780. године био ктитор старе цркве манастира Гргетега.
На Батки се налазе остаци неолитске Старчевачке културе, а код Арадца некропола из времена велике сеобе народа.
У Ечки се налази Српска православна црква Свети Никола, са дрвеним торњем, подигнута (1711). Она представља најстарију православну цркву у Банату и Војводини. Првобитни иконостас ове цркве је направио је (1744) Недељко Шербан Поповић. Овај иконостас данас је делом изложен у Народном музеју у Зрењанину, па је иконостас у цркви (1786) замењен новим, чији је аутор непознат.
Најстарије грађевине у самом граду су православне цркве — Успенска црква у Светосавској улици (1746) и Храм Ваведења Пресвете Богородице у улици Цара Душана (1777); затим, католичка катедрала (1868); зграда позоришта (1839), жупаније (1885) и Народни музеј (1894). Град се развио око утврђеног језгра као агломерација сеоских насеља и плански подигнутих насеља.
Град је 1807. доживео катастрофални пожар када је нарочито страдала жупанијска палата са архивом. Катастрофу су изазвали и пожар 1832. године те поплаве 1816. и 1838. године. Православни свештеник Данило Стајић бавио се писањем поезије, коју је објављивао у више листова. Ту је 1844. године основана Торонталска штедионица, а 1847. године отворена прва штампарија. Школске 1846/1847. године прорадила је шесторазредна гимназија. Почетак грађанског рата 1848. године обележило је проваљивање у православну цркву на Ускрс те године, када су Срби јавно спалили православне матичне књиге вођене од 1840. године на мађарском језику. Јануара 1849. године ту је постало седиште "Српске Војводине", под председништвом патријарха Јосифа Рајачића. Када је 1857. године извршен попис аустријске царевине у граду је записано 2611 кућа. А године 1866. у граду на Бегеју је донет "Бечкеречки програм" - политички програм рада Српске народне странке Светозара Милетића.
Било је крајем 1891. године у граду Великом Бечкереку: две православне цркве, пет свештеника, 7092 православних Срба са 1170 домова. У револуционарној прошлости, у Народноослободилачком рату, из овога краја је седам народних хероја погинуло у борби, а око 10.000 родољуба било је у логорима и затворима; 2.500 их је стрељано. После Другог светског рата је град доживео привредни процват. После 1991. године, претежно извозна оријентација привреде је практично упропаштена санкцијама и распадом Југославије, јер је изгубила тржиште. Након промена октобра 2000. године, град се лагано опоравља. За време Аустроугарске био је седиште угарске Торонталске жупаније, чији је највећи део после Првог светског рата припао Краљевини Срба, Хрвата и Словенаца, а мањи део Краљевини Румунији.
Након 1918. године, покренуто је питање о облику имена овог града на српском језику, без оспоравања традиционалног назива на мађарском језику. Тим поводом су разматрана решења из српске историјске баштине која је у овом граду сезала све до времена српских деспота Стефана Лазаревића и Ђурђа Бранковића, који су током 15. века држали овај град у свом поседу. Међутим, државне власти су 1924. године одлучиле да се потенцијално најпогоднији назив "Банатски Деспотовац" употреби за преименовање оближњег Ернестиновца, тако да је након тога морало бити пронађено неко друго решење. Почевши од 1935. године, град се назива Петровград (коњаничка статуа краља Петра откривена је 1926), а од 1946. године Зрењанин, по народном хероју Жарку Зрењанину Учи. Место је било погођено великом поплавом у априлу 1940.
Новим законом о територијалној организацији Зрењанин добија статус града 2007. године.
- Град Бечкерек 1697–98. године, укључујући џамију с минаретом која доминира над градом
- Спомен-биста Александру Сандићу у Карађорђевом парку у Зрењанину
- Споменик Жарку Зрењанину
- Споменик краљу Петру I Карађорђевићу

## Градска насеља
Градска насеља у Зрењанину су:
- Багљаш (месне заједнице Соња Маринковић - „Стари Багљаш” и Вељко Влаховић - „Нови Багљаш”)
- Мужља (до 1981. год. село с мађарском етничком већином)
- Мала Америка
- 4. јул
- Буџак
- Граднулица
- Доља
- Шумица
- Бригадира Ристића
- Болница
- Буџин булевар
- Дуваника
- Зелено Поље
- Леснина
- Центар
- Чонтика
- Нова Колонија
- Ружа Шулман
- Житни Трг
- Берберско
- Путниково
- Мичкеј

## Култура
Све до њиховог насилног исељавања непосредно након Другог светског рата, овај град је био културно средиште Шваба у Војводини и целој Југославији. Ипак, и данас Зрењанин игра важну улогу у културном животу Србије.

### Институције
У граду и околини налази се доста културно-историјских споменика и познатих институција: Народни музеј, историјски архив, Градска народна библиотека „Жарко Зрењанин”, Уметничка колонија Ечка с галеријом, Културни центар, аматерско позориште „Мадач” на мађарском језику, као и Народно позориште „Тоша Јовановић”, које је према популарној легенди настало тако што је у време Аустроугарске један имућан Бечкеречанин преуредио житни магацин у позориште како би довео једну глумицу из Пеште, у коју се заљубио, у свој град. Данас Народно позориште има најразвијенију луткарску сцену у Србији.

### Уметност
Банатско удружење књижевника сваке године додељује награду „Најбоље из Баната” 27. јануара на Савиндан. Часопис за књижевност и уметност „НаТрон” је некад излазио месечно. Сада излазе на српском језику листови: „Зрењанин” (недељно), „Улазница” (квартално) и „Завичајац” (годишње). Постоји и основна и средња музичка школа „Јосиф Маринковић”, као и активна рок сцена.

### Образовање
Данас град обилује образовним установама које привлаче ученике из целе земље. Град има десет основних школа (општина 27), седам средњих школа, једну основну и средњу школу за ученике са сметњама у развоју, једну основну и средњу музичку школу, једну високу школу, један факултет, као и три ђачка и један студентски дом.

#### Основне школе у граду Зрењанину
- ОШ „Петар Петровић Његош” Зрењанин – српски наставни језик
- ОШ „Серво Михаљ” Зрењанин – српски и мађарски наставни језик
- ОШ „Др Јован Цвијић” Зрењанин – српски наставни језик
- ОШ „Жарко Зрењанин” Зрењанин – српски наставни језик
- ОШ „Соња Маринковић” Зрењанин – српски и мађарски наставни језик
- ОШ „Доситеј Обрадовић” Зрењанин – српски наставни језик
- ОШ „Ђура Јакшић” Зрењанин – српски наставни језик
- ОШ „2. октобар” Зрењанин – српски наставни језик
- ОШ „Вук Караџић” Зрењанин – српски наставни језик
- ОШ „Јован Јовановић Змај” Зрењанин – српски наставни језик

#### Средње школе
- Медицинска школа Зрењанин – српски и мађарски наставни језик
- Зрењанинска гимназија – српски и мађарски наставни језик
- Техничка школа Зрењанин – српски наставни језик
- Економско-трговинска школа „Јован Трајковић” Зрењанин – српски и мађарски наставни језик
- Хемијско-прехрамбена и текстилна школа „Урош Предић” Зрењанин – српски наставни језик
- Средња пољопривредна школа Зрењанин – српски наставни језик
- Електротехничка и грађевинска школа „Никола Тесла” Зрењанин – српски и мађарски наставни језик

#### Посебне основне и средње школе
- Основна и средња школа за ученике са сметњама у развоју „9. мај” Зрењанин – српски и мађарски наставни језик
- Основна и средња музичка школа „Јосиф Маринковић” Зрењанин – српски наставни језик

#### Високе школе и факултети
- Висока техничка школа струковних студија Зрењанин – српски наставни језик
- Технички факултет „Михајло Пупин” Зрењанин (Универзитет у Новом Саду) – српски наставни језик

#### Ученички и студентски домови
- Дом ученика средњих школа „Ангелина Којић – Гина”
- Женски интернат „Каролина Сатмари” („Szathmáry Karolina” Kollégium)
- Мушки интернат „Емаус” („Emmausz” Kollégium)
- Студентски дом „Михајло Предић др Миша”

#### Остале основне школе уОпштини Зрењанин
- ОШ „Бранко Радићевић” Чента – српски наставни језик
- ОШ „Др Александар Сабовљев” Ечка – српски и румунски наставни језик
- ОШ „Славко Родић” Лазарево – српски наставни језик
- ОШ „1. октобар” Ботош – српски наставни језик
- ОШ „Доситеј Обрадовић” Фаркаждин – српски наставни језик
- ОШ „Светозар Марковић Тоза” Елемир – српски наставни језик
- ОШ „Петар Кочић” Банатски Деспотовац – српски наставни језик
- ОШ „Свети Сава” Стајићево – српски наставни језик
- ОШ „Стеван Книћанин” Книћанин – српски наставни језик
- ОШ „Братство јединство” Бело Блато – српски, мађарски и словачки наставни језик
- ОШ „Братство” Арадац – српски и словачки наставни језик
- ОШ „Јован Дучић” Клек – српски наставни језик
- ОШ „Ђура Јакшић” Перлез – српски наставни језик
- ОШ „Бранко Ћопић” Лукићево – српски наставни језик
- ОШ „Младост” Томашевац – српски наставни језик
- ОШ „Урош Предић” Орловат – српски наставни језик
- ОШ „Др Бошко Вребалов” Меленци – српски наставни језик
- ОШ „Светозар Марковић Тоза” Tараш – српски наставни језик

## Архитектонски споменици
- Успенска црква, Храм Успења пресвете Богородице, „Успенска“ или „Варошка црква“, једна је од најстаријих, у целини сачуваних грађевина у Зрењанину. Подигнута је 1746. године у Светосавској улици и била је једина црква у Темишварској епархији покривена црепом. Захваљујући тој чињеници, и што је био изграђен од цигала, храм је поштеђен великог пожара 1807. године у ком су изгореле готово све дрвене куће у граду. Црква је подигнута као једнобродна грађевина са полукружном апсидом на истоку и високим звоником на западној страни. Иконостас цркве урадио је 1815. године српски сликар Георгије Поповић. На иконама су, у три зоне, представљене сцене из Старог и Новог завета. Претпоставља се да је Поповић урадио и седам целивајућих икона уљаном техником на дрвеној подлози.

Од 1951. године ове су иконе под заштитом Закона o споменицима културе. Зидну декорацију храма извео је 1924. године академски сликар и минхенски ђак Александар Секулић. Престо на хору цркве посвећен је преносу моштију Св. Николе. Иконе су у резбареним оквирима и сличне су онима на иконостасу. Осим сликарских радова, у храму је сачуван читав низ драгоцених предмета примењене уметности — богослужбених књига са вредним кожним повезом, свештеничке одеће финог ткања са златовезом, предмета из олтарског простора намењених литургијским обредима, итд.
- Граднуличка црква је саграђена 1777. године на месту претходне, која се помиње 1666. године у Катастигу манастира Пећке патријаршије.[14] Уз њу се везује манастир (постојао 1758. метох Хиландара), у којем је крајем XVI или почетком XVII века, служио и чинио чудотворства монах Рафаило Банатски, пристигао из Хиландара. Током времена његов гроб је постао место ходочашћа, обележен у XVIII веку капелом, изграђеном уз јужну фасаду цркве. То је полигонална грађевина од опеке, малих димензија, покривена високим пирамидалним кровом. Дрвена врата са жлебовима који формирају паралелне ромбове и профилисани кровни венац представљају једине декоративне елементе. Ваведењски храм, изведен у барокно-класицистичком маниру, једнобродна је грађевина са пространом полукружном олтарском апсидом и плитким певницама. На источној и северној страни подупрта је са пет масивних стубаца. Високи звоник се уздиже над западном фасадом, којом доминирају четири слепе нише и један прозорски отвор истог облика, са благо заобљеним профилисаним луковима изнад, забат са два окулуса и портал уоквирен профилисаним каменим довратницима. Вертикална подела фасада је извршена плитким пиластрима са вишеструко изрезаним капителима, док хоризонталну наглашавају профилисани венци у горњој зони. Иконостасну преграду, украшену богатим дрворезбарским радом, осликао је на почетку 19. века Арса Теодоровић. Царске двери и зидне слике у наосу и олтару дело су Стеве Алексића из 1914.

Црква је споменик културе од великог значаја. (Извор: Споменичко наслеђе Србије, Завод за заштиту споменика културе Србије),
- Сандићева кућа у Зрењанину је подигнута 1790. године и представља непокретно културно добро као споменик културе од великог значаја.
- Градска кућа, изграђена 1816, реконструисана 1887, необарок, Ђула Партош и Еден Лехнер.
- Финансијска палата, данас Народни музеј, изграђена 1894, неоренесанса, Иштван Киш.
- Позориште, изграђено 1839, класицизам, најстарија позоришна зграда у Србији.[15]
- Суд, грађен од 1906. до 1908, романтизам, Шандор Ајгнер и Маркус Ремер.
- Катедрала, грађена од 1864. до 1868, романика, Стеван Ђорђевић.
- Буковчева палата, изграђена 1905, неоренесанса.
- Стара „Војводина“, изграђена 1886, неоренесанса, Бела Пекло.
- Гимназија, изграђена 1846, реконструисана 1937. и касније.
- Успенска црква, изграђена 1746, барок, најстарија црква у граду.
- Мали мост, изграђен 1904, најстарији мост у граду.
- Мост на сувом, изграђен 1962, без реке од 1985.
- Зграда бившег логора у Зрењанину има статус знаменитог места.

## Спорт
Зрењанин има дугу и успешну спортску традицију. Први спортски клубови су основани у осамдесетих година 19. века. Били су ту развијени бициклизам, тенис, атлетика, гимнастика, рвање, хазена и др. Овај град је 2021. године носио титулу Европског града спорта.
Из Зрењанина су били фудбалски клубови „Швебиш” („Schwäbisch”) и „Пролетер”, који је био активан од 1947. до 2005. године и чији је наследник „ФК Пролетер 2006”.
Данас постоји клуб „ФК Банат“, који игра у првој савезној лиги и своје домаће утакмице игра у Карађорђевом парку, градском стадиону који има капацитет за 18.700 гледалаца.
Рукометни клуб Пролетер је основан 11. јануара 1949, био је два пута првак државе и једном је играо финале Купа Југославије. Играо је финале ЕХФ купа 1990. и финале Купа европских шампиона 1991. када је поражен од Барселоне.
Кошаркашки клуб Пролетер је основан 27. јуна 1949, а био је првак Југославије 1956. Своје утакмице игра у Спортској хали Медисон, капацитета 2.800 места.
Из овога града долазе многобројни познати спортисти, попут Иване Шпановић, Ивана Ленђера, Дејана Бодироге, Маје Огњеновић, Зорана Тошића, Душка Тошића, Јоване Бракочевић и других.

## Привреда
Прва апотека у Зрењанину основана је 1784. године и звала се „Код спаситеља”. Пре тога се спомиње војна апотека 1716. године када су у граду боравиле трупе Еугена Савојског.
Вода из водовода у Зрењанину од 2003. године није исправна за пиће због повећане количине арсена. До 2011. године није урађено ни једно истраживање о томе колико утиче затрована Зрењанинска вода на здравље људи, иако је свакодневно користи око три четвртине становника града.
Најстарији индустријски објекат је пивара, основана 1745. године. У Зрењанину постоји развијена индустрија текстила, тепиха, намештаја, дувана, грађевинско-индустријски комбинат, бродоградилиште на Бегеју, и пољопривредно-прехрамбена индустрија. На Бегејском каналу развијен је риболов. У Зрењанину постоји и хемијска индустрија и термоелектрана-топлана.
За време Југославије је Зрењанин, заједно с Марибором, био један од највећих индустријских центара, али после ратова деведесетих година је већина фабрика пропала и отвориле су се стране фабрике, попут немачког Дрекслмајера и кинеског Линг Лонг-а. Крајем осамдесетих, грађани Зрењанина имали су висок стандард живљења и 42 фабрике су радиле у граду. Након периода посткомунистичке транзиције, само 2 фабрике су наставиле са радом (уљара „Дијамант“ и „Млекопродукт“).
Према информацијама Еуростата из 2018. год., Средњобанатски округ, чије је седиште Зрењанин, има БДП од 10.600 евра по глави становника, чиме је међу развијенијим окрузима земље. Ипак, куповна моћ је унутар Србије у Зрењанину и Суботици најнижа.
Пољопривреда је одувек била од великог значаја за ово подручје. Због обиља плодне земље и погодних климатских услова, пољопривреда је веома развијена, но у последње време се сваке године се примећује пад у уродима. Због доласка фабрика прљаве индустрије, попут фабрике гума „Линг Лонг”, очекује се веће загађење ваздуха, воде и тла, а самим тиме и даљи пад у пољопривредној развијености.

## Јавни превоз
У Зрењанину постоји организовани градски и приградски превоз. Главни превозник је Нет бус доо. који нема регистрован ред вожње. Превозник користи минибусеве капацитета 30 места, соло возила капацитета 55 места, 80 места на градским возилима и зглобна возила са 120 места. У граду постоји 8 градски линија: 1, 3, 4, 5, 6, 10, 10а и 12. Град Зрењанин никад није урадио анкету о јавном градском превозу, али се може стећи утисак да су грађани незадовољни, судећи по коментарима на друштвеним мрежама, каже Зрењанински социјални форум. Стајалишта су запуштена и не одржавају се. Према анализи из 2019. градски и приградски превоз је укупно превозио око 10.000 људи радним даном у просеку.

## Туризам
У граду се сваке године, крајем августа одржава фестивал Дани пива на ком се концертима најпознатијих звезда бивше Југославије, вашарима, забавним парковима и наравно, штандовима с пивом, прославља дуга традиција пива у Зрењанину. Такође се организује и музички фестивал Soundlovers.
У непосредној близини Зрењанина налазе се резервати природе Царска бара и Русанда, као и Бања Русанда у селу Меленци.
Бројна ловишта такође су од великог значаја за ловце у Војводини.

## Партнерски градови
- Бијељина, Република Српска, Босна и Херцеговина
- Лакташи, Република Српска, Босна и Херцеговина
- Требиње, Република Српска, Босна и Херцеговина
- Травник, Босна и Херцеговина
- Горњи Милановац, Србија
- Штрпце, АП Косово и Метохија, Србија
- Пећ, АП Косово и Метохија, Србија
- Арад, Румунија
- Темишвар, Румунија
- Решица, Румунија
- Бекешчаба, Мађарска
- Ђула, Мађарска
- Ухта, Русија
- Ногинск, Русија
- Крњак, Хрватска
- Славонска Пожега, Хрватска
- Јентај, Кина
- Камник, Словенија
- Котор, Црна Гора
- Струмица, Северна Македонија
- Бела Слатина, Бугарска
- Теплице, Чешка[24]

## Познате личности
Познате особе које су рођене, живеле или радиле у Зрењанину и околини:
- Ђура Јакшић (1832—1878), сликар, песник, приповедач
- Иван Ивањи (1929-2024), књижевник, преводилац, Титов тумач за немачки језик
- Ивана Шпановић, атлетичарка
- Иван Ленђер, пливач
- Јевстатије Михајловић Ета (1802—1888) правник, књижевник
- Симеон Гавриловић Зорић-Неранџић (1743—1799), генерал лајтант у руској војсци, „фаворит” руске царице Катарине II
- Антон Болесни (1828—1896) свештеник и писац научних и археолошких радова
- Милорад Владив (1890—1956), градски сенатор (1929), трговац, архивист, публицист, политичар
- Драгољуб Чолић архивист, публицист
- др Емил Гаврила (1861—1932) правник, писац, политичар
- Нестор Димитријевић (1782—1856) велики црквено-народни и просветни добротвор
- Јован Ристић Бечкеречанин (1835—1910) трговац, новинар и драмски писац
- Тоша Јовановић (1846—1892) позоришни глумац
- Марко Јелисијић (око 1780—после 1814), родом из Футога, учитељ, књижевник и преводилац (два комада), позоришни редитељ
- Теодор Поповић, (1747—1807), иконописац
- Георгије Поповић молер (1784—1847) иконописац
- Димитрије Поповић (1738—1796) иконописац
- Јефтимије Поповић (1792—1876) иконописац
- Александар Секулић (сликар) (1877—1942) академски сликар
- Петар Смедеревац, кујунџија из 16. века
- Александар Сандић (1836—1908) филолог, историчар, књижевник, професор, политичар, aутop Xимнe Светoм Сави и допиcни члан многих академија у иностранству.
- Георгије, Герасим от Бечкеречки (1775—1822), монах у Срему, филозоф, књижевник
- Константин Данил (1798 или 1802—1873), сликар
- Тодор Манојловић (1883—1968), књижевни критичар и писац
- др Војин Матић (1911—2000) психијатар, оснивач дечје клиничке психијатрије у Србији
- Слободан Бурсаћ (1941—1993), диригент
- Борисав Атанасковић (1931—1994), српски и југословенски књижевник и драмски писац за децу и одрасле, глумац у Народном позоришту „Тоша Јовановић“, редитељ, новинар, драматург дечје радио драме на српском језику и уредник дечје радио драме на српском, мађарском, словачком, румунском и русинском језику у Радио Новом Саду 1.
- Тибор Варади (1939), адвокат и професор, члан САНУ, министар правде 1992. г. у влади Милана Панића
- Данило Баста (1945), професор Правног факултета Универзитета у Београду и члан САНУ
- Жељко Лучић (1968), оперски певач
- Звонимир Вујин (1943—2019), боксер, освојио две олимпијске медаље
- Војкан Борисављевић (1947—2021), композитор и диригент
- Ненад Бјековић (1947), фудбалер
- Милорад Станулов (1953), веслач, освојио две олимпијске медаље
- Дејан Бодирога (1973), кошарка
- Владимир Грбић (1970), одбојкаш
- Никола Грбић (1973), одбојкаш
- Бранимир Брстина (1960), глумац
- Бранимир Бојић (1983), књижевник
- Тодор Куљић (1949), историчар, професор Филозофског факултета у Београду
- Чедомир Попов (1936—2012), историчар, академик
- Иван Јагодић (1936—2010), глумац Југословенског драмског позоришта
- Иван Даников (1962—2013), књижевник
- Миодраг Бабић (1951), привредник
- Мирослав Давидов (1965), доктор
- Дејан Говедарица (1969), фудбалер
- Владимир Ивић (1977), фудбалер
- Зоран Тошић (1987), фудбалер
- Жарко Чабаркапа (1981), кошаркаш
- Маја Огњеновић (1984), одбојкашица
- Бранислав Симић, рвач, носилац олимпијских медаља из Токија и Мексика
- Жељко Трајковић, рвач
- Дејан Давидовац, кошаркаш
- Тивадар Вањек академски сликар
- Зоран Костић Цане, музичар
- Нада Шаргин, глумица
- Даница Вучинић, новинарка
- Оливера Ковачевић, новинарка
- Горан Кнежевић (1957), политичар, бивши градоначелник Зрењанина (2004—2009; 2012), бивши Министар пољопривреде, шумарства и водопривреде (2012-2013) и бивши Министар привреде (2016—2020)
- Радивој Шајтинац, књижевник
- Угљеша Шајтинац, књижевник
- Др Филип Крчмар, историчар
- Звонко Нинков, новинар
- Анђелко Стојанов (1938—2002), свештеник, обновитељ Руске цркве у Зрењанину
- Иван Панчић (1945), фотограф и хроничар града
- Миодраг Грубачки (1964), фотограф, књижевник и хроничар града
- Војислав Цвејић (1966), хроничар, творац Музеја пива у Зрењанину

### Почасни грађани
- Јокаи Мор (1825—1904)
- Михајло Пупин (1854—1935)
- Едуард Ерио (1872—1957)
- Петар Живковић (1879—1947)
- Милан Стојадиновић (1888—1961)
- Јосип Броз Тито (1892—1980)
- Јован Веселинов Жарко (1906—1982)
- Драгослав Аврамовић (1919—2001)[25]

## Демографија
Према попису из 2022. године било је 67.129 становника, што је пад у поређењу са 76.511 становником према попису из 2011. год.
По информацијама с пописа из 2002. године у Зрењанину је живело 64.791 пунолетних становника, просечна старост становништва износила је 39,9 година (38,1 код мушкараца и 41,5 код жена), било је 28.710 домаћинстава, а просечан број чланова по домаћинству био је 2,77.
Ово насеље је већински насељено Србима, уз значајну мађарску, словачку, румунску и ромску мањину.
|             | \| Демографија[26][27] \| Демографија[26][27] \| Демографија[26][27] \| \| Година \| Становника \| Становника \| \| ------------------- \| ------------------- \| ------------------- \| \| 1880. \| 19.500 \| \| \| 1890. \| 21.900 \| \| \| 1900. \| 23.300 \| \| \| 1910. \| 26.000 \| \| \| 1921. \| 27.500 \| \| \| 1931. \| 32.831 \| \| \| 1948. \| 38.564 \| \| \| 1953. \| 44.168 \| \| \| 1961. \| 55.539 \| \| \| 1971. \| 71.424 \| \| \| 1981. \| 81.270 \| \| \| 1991. \| 81.316 \| 80.333 \| \| 2002. \| 79.773 \| 81.390 \| \| 2011. \| 76.511 \| \| \| 2022. \| 67.129 \| \| |            |
| Демографија | |            |
| Година      | Становника | Становника |
| 1880.       | 19.500 |            |
| 1890.       | 21.900 |            |
| 1900.       | 23.300 |            |
| 1910.       | 26.000 |            |
| 1921.       | 27.500 |            |
| 1931.       | 32.831 |            |
| 1948.       | 38.564 |            |
| 1953.       | 44.168 |            |
| 1961.       | 55.539 |            |
| 1971.       | 71.424 |            |
| 1981.       | 81.270 |            |
| 1991.       | 81.316 | 80.333     |
| 2002.       | 79.773 | 81.390     |
| 2011.       | 76.511 |            |
| 2022.       | 67.129 |            |

| Етнички састав према попису из 2022.‍ | Етнички састав према попису из 2022.‍ | Етнички састав према попису из 2022.‍ | Етнички састав према попису из 2022.‍ | Етнички састав према попису из 2022.‍ |
| ------------------------------------ | ------------------------------------ | ------------------------------------ | ------------------------------------ | ------------------------------------ |
|                                      |                                      |                                      |                                      |                                      |
| Срби                                 | Срби                                 |                                      | 50.036                               | 74,54%                               |
| Мађари                               | Мађари                               |                                      | 6.520                                | 9,71%                                |
| Роми                                 | Роми                                 |                                      | 1.766                                | 2,63%                                |
| Југословени                          | Југословени                          |                                      | 684                                  | 1,02%                                |
| Румуни                               | Румуни                               |                                      | 530                                  | 0,79%                                |
| Словаци                              | Словаци                              |                                      | 281                                  | 0,42%                                |
| Хрвати                               | Хрвати                               |                                      | 234                                  | 0,35%                                |
| Македонци                            | Македонци                            |                                      | 198                                  | 0,29%                                |
| Црногорци                            | Црногорци                            |                                      | 114                                  | 0,17%                                |
| Албанци                              | Албанци                              |                                      | 107                                  | 0,16%                                |
| Немци                                | Немци                                |                                      | 63                                   | 0,09%                                |
| Бугари                               | Бугари                               |                                      | 59                                   | 0,09%                                |
| Руси                                 | Руси                                 |                                      | 57                                   | 0,08%                                |
| Муслимани                            | Муслимани                            |                                      | 51                                   | 0,08%                                |
| Словенци                             | Словенци                             |                                      | 47                                   | 0,07%                                |
| Бошњаци                              | Бошњаци                              |                                      | 31                                   | 0,05%                                |
| Горанци                              | Горанци                              |                                      | 23                                   | 0,03%                                |
| Украјинци                            | Украјинци                            |                                      | 21                                   | 0,03%                                |
| Русини                               | Русини                               |                                      | 15                                   | 0,02%                                |
| Буњевци                              | Буњевци                              |                                      | 7                                    | 0,01%                                |
| Власи                                | Власи                                |                                      | 4                                    | 0,01%                                |
| остали                               | остали                               |                                      | 210                                  | 0,31%                                |
| регионална припадност                | регионална припадност                |                                      | 688                                  | 1,02%                                |
| неизјашњени                          | неизјашњени                          |                                      | 2.563                                | 3,82%                                |
| непознато                            | непознато                            |                                      | 2.820                                | 4,20%                                |
| укупно: 67.129                       |                                      |                                      |                                      |                                      |

| \| \| м \| \| \| ж \| \| 85+ \| 191 \| \| \| 535 \| \| 80—84 \| 519 \| \| \| 1.094 \| \| 75—79 \| 1.094 \| \| \| 1.784 \| \| 70—74 \| 1.513 \| \| \| 2.112 \| \| 65—69 \| 1.521 \| \| \| 2.121 \| \| 60—64 \| 2.663 \| \| \| 3.307 \| \| 55—59 \| 2.996 \| \| \| 3.379 \| \| 50—54 \| 2.571 \| \| \| 2.967 \| \| 45—49 \| 2.571 \| \| \| 2.776 \| \| 40—44 \| 2.521 \| \| \| 2.529 \| \| 35—39 \| 2.795 \| \| \| 2.664 \| \| 30—34 \| 2.882 \| \| \| 2.765 \| \| 25—29 \| 2.496 \| \| \| 2.453 \| \| 20—24 \| 2.288 \| \| \| 2.263 \| \| 15—19 \| 2.109 \| \| \| 2.053 \| \| 10—14 \| 1.866 \| \| \| 1.761 \| \| 5—9 \| 1.967 \| \| \| 1.777 \| \| 0—4 \| 1.848 \| \| \| 1.760 \| \| Просек : \| 40,0 \| \| \| 43,7 \| |       |  |  |       |
| |       |  |  |       |
| | м     |  |  | ж     |
| 85+ | 191   |  |  | 535   |
| 80—84 | 519   |  |  | 1.094 |
| 75—79 | 1.094 |  |  | 1.784 |
| 70—74 | 1.513 |  |  | 2.112 |
| 65—69 | 1.521 |  |  | 2.121 |
| 60—64 | 2.663 |  |  | 3.307 |
| 55—59 | 2.996 |  |  | 3.379 |
| 50—54 | 2.571 |  |  | 2.967 |
| 45—49 | 2.571 |  |  | 2.776 |
| 40—44 | 2.521 |  |  | 2.529 |
| 35—39 | 2.795 |  |  | 2.664 |
| 30—34 | 2.882 |  |  | 2.765 |
| 25—29 | 2.496 |  |  | 2.453 |
| 20—24 | 2.288 |  |  | 2.263 |
| 15—19 | 2.109 |  |  | 2.053 |
| 10—14 | 1.866 |  |  | 1.761 |
| 5—9 | 1.967 |  |  | 1.777 |
| 0—4 | 1.848 |  |  | 1.760 |
| Просек : | 40,0  |  |  | 43,7  |

| Година пописа     | 1948.  | 1953.  | 1961.  | 1971.  | 1981.  | 1991.  | 2002.  |
| ----------------- | ------ | ------ | ------ | ------ | ------ | ------ | ------ |
| Број домаћинстава | 12.525 | 14.517 | 18.736 | 23.809 | 28.529 | 28.608 | 28.710 |

| Број чланова      | 1     | 2     | 3     | 4     | 5     | 6   | 7   | 8  | 9  | 10 и више | Просек |
| ----------------- | ----- | ----- | ----- | ----- | ----- | --- | --- | -- | -- | --------- | ------ |
| Број домаћинстава | 6.175 | 7.213 | 6.385 | 6.392 | 1.668 | 625 | 160 | 48 | 22 | 22        | 2,77   |

| Пол    | Укупно | Неожењен/Неудата | Ожењен/Удата | Удовац/Удовица | Разведен/Разведена | Непознато |
| ------ | ------ | ---------------- | ------------ | -------------- | ------------------ | --------- |
| Мушки  | 31.788 | 9.439            | 19.673       | 1.320          | 1.306              | 50        |
| Женски | 35.959 | 7.374            | 19.835       | 6.365          | 2.344              | 41        |
| УКУПНО | 67.747 | 16.813           | 39.508       | 7.685          | 3.650              | 91        |

| Пол    | Укупно                    | Пољопривреда, лов и шумарство | Рибарство                            | Вађење руде и камена | Прерађивачка индустрија       |
| ------ | ------------------------- | ----------------------------- | ------------------------------------ | -------------------- | ----------------------------- |
| Мушки  | 15.091                    | 568                           | 43                                   | 361                  | 4.723                         |
| Женски | 12.561                    | 253                           | 11                                   | 78                   | 3.491                         |
| Укупно | 27.652                    | 821                           | 54                                   | 439                  | 8.214                         |
|        |                           |                               |                                      |                      |                               |
| Пол    | Производња и снабдевање   | Грађевинарство                | Трговина                             | Хотели и ресторани   | Саобраћај, складиштење и везе |
| Мушки  | 539                       | 2.192                         | 1.987                                | 306                  | 1.146                         |
| Женски | 167                       | 373                           | 2.456                                | 342                  | 361                           |
| Укупно | 706                       | 2.565                         | 4.443                                | 648                  | 1.507                         |
|        |                           |                               |                                      |                      |                               |
| Пол    | Финансијско посредовање   | Некретнине                    | Државна управа и одбрана             | Образовање           | Здравствени и социјални рад   |
| Мушки  | 201                       | 457                           | 869                                  | 474                  | 550                           |
| Женски | 481                       | 394                           | 663                                  | 1.188                | 1.845                         |
| Укупно | 682                       | 851                           | 1.532                                | 1.662                | 2.395                         |
|        |                           |                               |                                      |                      |                               |
| Пол    | Остале услужне активности | Приватна домаћинства          | Екстериторијалне организације и тела | Непознато            | Непознато                     |
| Мушки  | 481                       | 0                             | 1                                    | 193                  | 193                           |
| Женски | 386                       | 5                             | 0                                    | 67                   | 67                            |
| Укупно | 867                       | 5                             | 1                                    | 260                  | 260                           |

### Подела насеља у општини Зрењанин према етничком саставу
- Са српском већином: Зрењанин, Меленци, Банатски Деспотовац, Ботош, Елемир, Ечка, Клек, Книћанин, Лазарево, Лукићево, Орловат, Перлез, Стајићево, Тараш, Томашевац, Фаркаждин и Чента.
- С мађарском већином: Лукино Село и Михајлово.
- С румунском већином је Јанков Мост.
- Етнички измешана насеља: Арадац (с релативном српском већином) и Бело Блато (с релативном словачком већином).

### Религија
Према попису становништва из 2011. године, већина становништва општине Зрењанин је православне вере (77,08 %). Остале религије заступљене у општини су римокатоличанство (11,1 %), протестантизам (2,05 %). Број муслимана и јудаиста је низак, а удео агностика, атеиста, неизјашњених и непознатих је 8,24 %. Православни хришћани у Зрењанину припадају Банатској епархији Српске православне цркве са седиштем у Вршцу. Зрењанин је такође центар Зрењанинске бискупије Баната.
Мултирелигиозност ове заједнице одражава се и у чињеници да се у самом центру града налазе један православни храм, једна католичка катедрала и једна реформаторска црква, а ту се раније налазила и синагога.

## Галерија
- Градска кућа, испред споменик краљу Петру I
- Катедрала и Градска кућа
- Мали мост, зграда суда и калвинистичка црква
- Река Бегеј у Зрењанину
- Зрењанин, река Бегеј
- Музичка школа „Јосиф Маринковић” Зрењанин
- Некадашња фабрика алкохола у Зрењанину